# .kg
.kg — национальный домен верхнего уровня для Кыргызской Республики. Регистрация доменов второго уровня .kg открыта для всех физических и юридических лиц, резидентов Кыргызской Республики.

## Доменные имена второго уровня
- .org.kg
- .net.kg
- .com.kg
- .edu.kg
- .gov.kg
- .mil.kg

## Статистические данные по количеству сайтов
- Поисковая система Google по запросу site:kg находит на:
  - 28 апреля 2019 года 18 000 000 результатов;
- Поисковая система Bing по запросу site:kg находит на:
  - 28 апреля 2019 года 1 290 000 результатов;